# Mas del Llopis (Partida de Monterols)
El Mas del Llopis és una masia del municipi de Reus (Baix Camp) inclosa en l'Inventari del Patrimoni Arquitectònic de Catalunya, situat a la partida de Monterols, a la vora dreta del barranc del Molí i a ponent del passeig de la Boca de la Mina. És un habitatge unifamiliar aïllat de planta baixa, pis i golfes, al cos de la dreta. Al cos de l'esquerra té diferent composició i remat, amb coberta a dues vessants amb prolongació a les façanes laterals. El terrat presenta balustrada ceràmica a la part central i a la posterior. Hi ha una terrassa més elevada al centre. Les obertures de la planta baixa són d'arc carpanell i amb trencaaigües. Les obertures del pis presenten les llindes amb motllures. Sota la cornisa hi ha ceràmica vidriada a manera de fris. El carener presenta cresteria metàl·lica i una teulada de teules ceràmiques de color verd i blanc. L'ornamentació simula la pedra als muntants de planta baixa i a les arestes. Hi ha carreus a tot el conjunt de les façanes. Algunes obertures presenten obra de fusta. L'edifici està molt ben conservat de la mateixa manera que el jardí que l'envolta. Aquest mas s'utilitzava com a casa d'estiueig.